# Fernando Rosas Pfingsthorn
Fernando Rosas Pfingsthorn (Valparaíso, 7 de agosto de 1931 - Santiago de Chile, 5 de octubre de 2007) fue un director de orquesta chileno. Fue fundador y director ejecutivo de la Fundación de Orquestas Juveniles e Infantiles de Chile.

## Familia y estudios
Estudió Licenciatura en Ciencias Jurídicas y Sociales en la Escuela de Derecho de la Pontificia Universidad Católica de Valparaíso, de la que egresó en 1953. Durante su estadía, impulsó la creación del Instituto de Arte y del Instituto de Música de la misma Universidad.
Estudió de manera particular y completó su formación musical en Detmold, Alemania, con una beca del DAAD. Luego estudió Licenciatura en Interpretación Musical en la Pontificia Universidad Católica de Chile.
Su extraordinario talento le hicieron merecedor de una beca del Programa Fulbright en la prestigiosa academia musical Julliard School, donde cursó estudios desde 1968 a 1970.
Se casó 2 veces y tuvo 6 hijos; Felipe, Magdalena, Bernardita, Jimena, Fernando y Ana María.

## Obras
En 1960 fundó el departamento de música de la Pontificia Universidad Católica de Valparaíso.
En 1964, al asumir como director del departamento de música de la Pontificia Universidad Católica de Chile, creó la Orquesta de Cámara y la Escuela de Música de dicha Universidad. Durante doce años fue director titular de esa orquesta, realizando con ella una serie de conciertos, grabaciones, programas de televisión. Además, lideró la primera gira que hizo una orquesta chilena a Europa, a la que se sumó itinerancias por Estados Unidos y América Latina.
En 1976 funda, junto a Adolfo Flores, la Fundación Beethoven, de la que fue su presidente desde 1989 hasta su fallecimiento. Fruto de la labor de esta fundación, es la radio Radio Beethoven, una de las pocas en el dial chileno dedicadas exclusivamente al cultivo de la música docta. Actualmente, la radio está en control de la Pontificia Universidad Católica de Chile. En el mismo año, (1976) presentó y organizó la primera Temporada Internacional de Conciertos del Teatro Oriente, que presenta a los más destacados conjuntos y solistas de música de cámara del mundo en Santiago de Chile.
En 1982, Rosas asumió la dirección de la Orquesta del Ministerio de Educación, conocida hoy como Orquesta de Cámara de Chile. Con este conjunto recorrió varias veces el país realizando conciertos y participando en diversos Festivales Musicales. Asimismo, efectuó giras a diversos países de Europa y América.
Tras un viaje realizado en 1991 a Venezuela, invitado por el ministro de Cultura de Venezuela José Antonio Abreu, donde conoció el Programa de Orquestas Juveniles de ese país, fue el gestor en 1992 del Programa Nacional de Creación y Apoyo a las Orquestas Sinfónicas Juveniles junto al Ministerio de Educación en 1992. En 1994 creó la Orquesta Sinfónica Nacional Juvenil, de la cual fue su director titular hasta 2001. Ese mismo año forma parte de la creación de la Fundación de Orquestas Juveniles e Infantiles de Chile (FOJI), junto a la primera dama Luisa Durán. Fue director ejecutivo de la FOJI hasta su muerte.

## Premios y reconocimientos
Recibió múltiples premios y reconocimientos en su vida, tanto por su calidad musical como por su valiosa obra:
- Premio Anual de la Crítica Chilena
- Medalla de Oro de la Municipalidad de Providencia
- Medalla de la ciudad de Frankfurt
- Medalla al Director Cultural más Destacado otorgada por Amigos del Arte
- Cruz de Plata de la República de Austria
- Premio “Figura Fundamental de la Música Chile”, otorgado por la SCD
- Condecoración “Andrés Bello” otorgada por el presidente Rafael Caldera, por la labor desarrollada en el ámbito cultural, con ocasión de su visita a Venezuela junto a la Orquesta Nacional Juvenil.
- Premio a la Música Presidente de la República (2002)
- Premio “Domingo Santa Cruz” de la Academia de Bellas Artes del Instituto de Chile (2003)
- Orden al Mérito Gabriela Mistral en grado de Gran Oficial (2004)
- Premio TVN a la trayectoria (2005)
- Premio APES por aporte a la formación y desarrollo de orquestas juveniles (2005).
- Premio Nacional de Artes Musicales de Chile (2006).
- Medalla Héroe de la Paz San Alberto Hurtado, otorgada por la Universidad Alberto Hurtado, (30 de agosto de 2007).[2]
- El Auditorio del Centro de Estudios Avanzados y Extensión de la Pontificia Universidad Católica de Valparaíso en Santiago, lleva su nombre (2016)

## Fallecimiento y exequias
El sensible fallecimiento del maestro acaeció a las 7:30 h. del viernes 5 de octubre de 2007, debido a un cáncer.